# مزرعة محمد علي عميقي (فراغة)
مزرعة محمد علي عميقي (بالفارسية: مزرعه محمدعلی عمیقی) هي منطقة سكنية تقع في إيران في يزد.